# Arnulf Jentzen
 Arnulf Jentzen (novembro de 1983) é um matemático alemão, professor da Universidade de Münster.
Jentzen estudou matemática a partir de 2004 na Universidade de Frankfurt, obtendo o diploma em 2007 e um doutorado em 2009, orientado por Peter Kloeden, com a tese Taylor approximations for stochastic evolution equations. Em 2011/2012 obteve uma bolsa de estudos da Deutsche Forschungsgemeinschaft (DFG) para a Universidade de Princeton. Em 2012 foi professor assistente do Instituto Federal de Tecnologia de Zurique. É desde 2019 professor da Universidade de Münster.
Recebeu o Prêmio Felix Klein de 2020.

## Publicações selecionadas
- Taylor expansions of solutions of stochastic partial differential equations, Arxiv 2009
- com Martin Hairer, Martin Hutzenthaler: Loss of regularity for Kolmogorov equations, Annals of Probability, Volume 43, 2015, p. 468–527, Arxiv
- com Peter Kloeden: Numerical approximation of stochastic partial differential equations, Milan Journal of Mathematics, Volume 77, 2009, p. 205–244
- com Peter E. Kloeden: Overcoming the order barrier in the numerical approximation of stochastic partial differential equations with additive space–time noise, Proceedings of the Royal Society A, Volume 465, 2009, p. 649–667
- com Peter Kloeden: Taylor expansions of solutions of stochastic partial differential equations with additive noise, Annals of Probability, Volume 38, 2010, p. 532–569, Arxiv
- com Peter E. Kloeden: Taylor approximation of stochastic partial differential equations, SIAM 2011
- com Peter Kloeden, Georg Winkel: Efficient simulation of nonlinear parabolic SPDEs with additive noise, Annals of Applied Probability, Volume 21, 2011, p. 908–950, Arxiv
- com M. Hutzenthaler, P. E. Kloeden: Strong and weak divergence in finite time of Euler's method for stochastic differential equations with non-globally Lipschitz continuous coefficients, Proceedings of the Royal Society A, Volume 467, 2011, p. 1563–1576, Arxiv
- com M. Hutzenthaler, P. E. Kloeden: Strong convergence of an explicit numerical method for SDEs with nonglobally Lipschitz continuous coefficients, Annals of Applied Probability, Volume 22, 2012, p. 1611–1641, Arxiv
- com M. Hutzenthaler: Numerical approximations of stochastic differential equations with non-globally Lipschitz continuous coefficients, Memoirs of the American Mathematical Society 236, 2015, Arxiv
- com Weinan E, J. Han: Deep learning-based numerical methods for high-dimensional parabolic partial differential equations and backward stochastic differential equations, Communications in Mathematics and Statistics 2017, Arxiv
- com Christian Beck u. a.: Solving stochastic differential equations and Kolmogorov equations by means of deep learning, Arxiv, 2018
- com J. Han, E Weinan: Solving high-dimensional partial differential equations using deep learning, Proc. Nat. Acad. Sciences USA, Volume 115, 2018, p. 8505–8510, Arxiv